# Lábasbükki-hasadékbarlang
A Lábasbükki-hasadékbarlang a Duna–Ipoly Nemzeti Parkban található Vértes hegységben, Gánton lévő egyik barlang.

## Leírás
Gánt külterületén, erdőben, fokozottan védett területen helyezkedik el a barlang. A Vérteskozmától a Fáni-völgybe vezető műúton haladva, a sorompótól kb. 1600 m-re, a felhagyott kőbánya előtt kb. 100 m-re, a DNy-i völgyoldalban, 286 m tszf., az úttól pedig kb. 30 m relatív magasságban van a Lábasbükki-hasadékbarlang bejárata. Bejárata egy kis sziklakibúvás aljában nyílik, előtte egy nagy kőtömb fekszik. Turistatérképeken jelölve van a barlang helye barlangjellel és nevének feltüntetésével. A barlangbejárat 0,8 m széles, 2,5 m magas, természetes jellegű, hasadék alakú és vízszintes tengelyirányú.
Triász dolomitban, kifagyásos kőzetaprózódás miatt keletkezett a barlang. Keskeny, magas bejárata után térdre kell ereszkedni, de a barlang belső részében megint fel lehet állni. Itt, a belső részben némi borsókő borítja a falakat. Kitöltése avar, humusz. Falainak zöld elszíneződése nagy algásodásra utal, a bejárat közelében pedig moha is látható. A nehezen járható (meredek) terepen megközelíthető, könnyen, utcai ruhában járható barlang megtekintéséhez nem szükséges engedély. A barlangbejárattal szemben, kb. 10 m-re, egy másik sziklakibúvás alatt, a kitöltés eltávolítása után egy minden bizonnyal barlangméretet is elérő, több bejárattal rendelkező borzvár van.
1979-ben volt először Lábasbükki-hasadékbarlangnak nevezve a barlang az irodalmában. Előfordul a barlang az irodalmában Lábasbükki-barlang (Kordos 1979, Lábas-bükki-hasadékbarlang (Kordos 1984), Lábasbükki hasadékbarlang (Béni, Viszló 1996) és Lábas–bükki–hasadékbarlang (Kocsis 1975) neveken is.

## Kutatástörténet
A Kocsis Antal által írt, 1975-ben megjelent kiadványban szó van arról, hogy a Lábas–bükki–hasadékbarlang a Vérteskozma előtt leágazó és a Fáni-völgybe vezető (üzemi) műúton haladva 1700 m-re, a völgyoldal meredek, irtásos DNy-i részén, 3 m magas sziklafalban található. A felhagyott kőbányától kb. 100 m-re helyezkedik el. A barlangbejárat előtt nagy sziklatömb fekszik, amely a bejárat felett lévő falról vált le. A barlang 3 m hosszú, szélessége az elülső részén 0,5–0,8 m, külső magassága pedig 2,4 m. Kőzete dolomit. A főrepedés irányával megegyezik a barlang iránya. Bejárata mellett mohák, beljebb zuzmó és algatelepek figyelhetők meg. A belső üregben különböző ízeltlábúak fordulnak elő. A kiadványban lévő térképmellékleten látható a Lábasbükki-hasadékbarlang földrajzi elhelyezkedése. A térképen 21-es számmal van jelölve a barlang.
Az Alba Regia Barlangkutató Csoport által 1979-ben készített kézirat szerint a Lábasbükki-hasadékbarlangnak (L1) a Kocsis Antal által írt kiadványban Lába-bükki-hasadékbarlang a neve és 21-es a száma. A barlang Gánt szélén (Fejér megye, Móri járás) helyezkedik el. A Vérteskozmai bekötőúttól a Fáni-völgybe vezető üzemi úton 1700 m-t kell menni, majd itt, a felhagyott kőbánya előtt kb. 100 m-re, 290 m tszf. magasságban található az üreg. Bejárata a DNy-i völgyoldalban, kis sziklafal aljában, az út felett kb. 20 m magasan van. Közvetlenül a bejárat előtt fekszik egy sziklatömb. Szolga Ferenc megtudja mutatni a felszerelés nélkül járható üreget. A bejárat 2,5 m magas, 1 m széles, felül pedig csúcsos.
A vízszintes aljzatú, száraz, hasadékjellegű kis sziklaodú befoglaló kőzete breccsás szerkezetű triász dolomit. Kitöltése némi kőzettörmelék, málladék. Az üreg kőzethasadék mentén, kőzetaprózódás miatt jött létre. Bejáratán átjutva csak lehajolva lehet előremenni, majd a barlang végén megint fel lehet egyenesedni. A hátsó részében lévő járattalp feletti falrészeken néhány fejlett, szenilis borsókő látható. 10–15 cm vastag kitöltésének felszínén avart, faszenet, tüzelés nyomait és néhány apró csontot figyeltek meg a csoport tagjai. A csontokból mintát vettek és azt Kordos Lászlónak 1979. február 19-én elküldték. Falain zuzmók, sok alga és dús mohaszőnyeg él. A helyi jelentőségű barlang esetleg bivakolásra alkalmas. Az üreg 3 m hosszú, 1,9 m széles és 2,5 m magas. A bejáratánál a legmagasabb. 1979. február 18-án végezte el a csoport a barlang bejárását, fényképezését és felmérését.
A kéziratba bekerült a barlang alaprajz térképe és 3 keresztszelvény térképe. A térképek 1:100 méretarányban ábrázolják a barlangot. Az alaprajz térkép használatához a térképlapon jelölve van az É-i irány. Az alaprajz térképen látható a 3 keresztszelvény elhelyezkedése a barlangban. A térképek elkészítéséhez a barlangot Szolga Ferenc, Gönczöl Imréné, Kökény Károly és Zentai Ferenc mérték fel 1979. február 18-án. A térképeket a felmérés felhasználásával, 1979. február 23-án rajzolta Szolga Ferenc. A kéziratban látható a Fáni-völgy térképe (kb. 1:10.000 méretarány). A térképen jelölve van az É-i irány. A térképen megfigyelhető a Lábasbükki-hasadékbarlang (a térképen: L1) földrajzi elhelyezkedése. A kéziratban van 3 olyan fénykép, amelyek szemléltetik a barlangot. Az első fényképen a barlangot rejtő sziklacsoport, a második fényképen pedig a barlang bejárata látható (mindkét fénykép a külszínről lett fényképezve). A harmadik fényképen a barlangbejárat figyelhető meg (a barlang belsejéből készült a fénykép). A fényképeket Zentai Ferenc készítette.

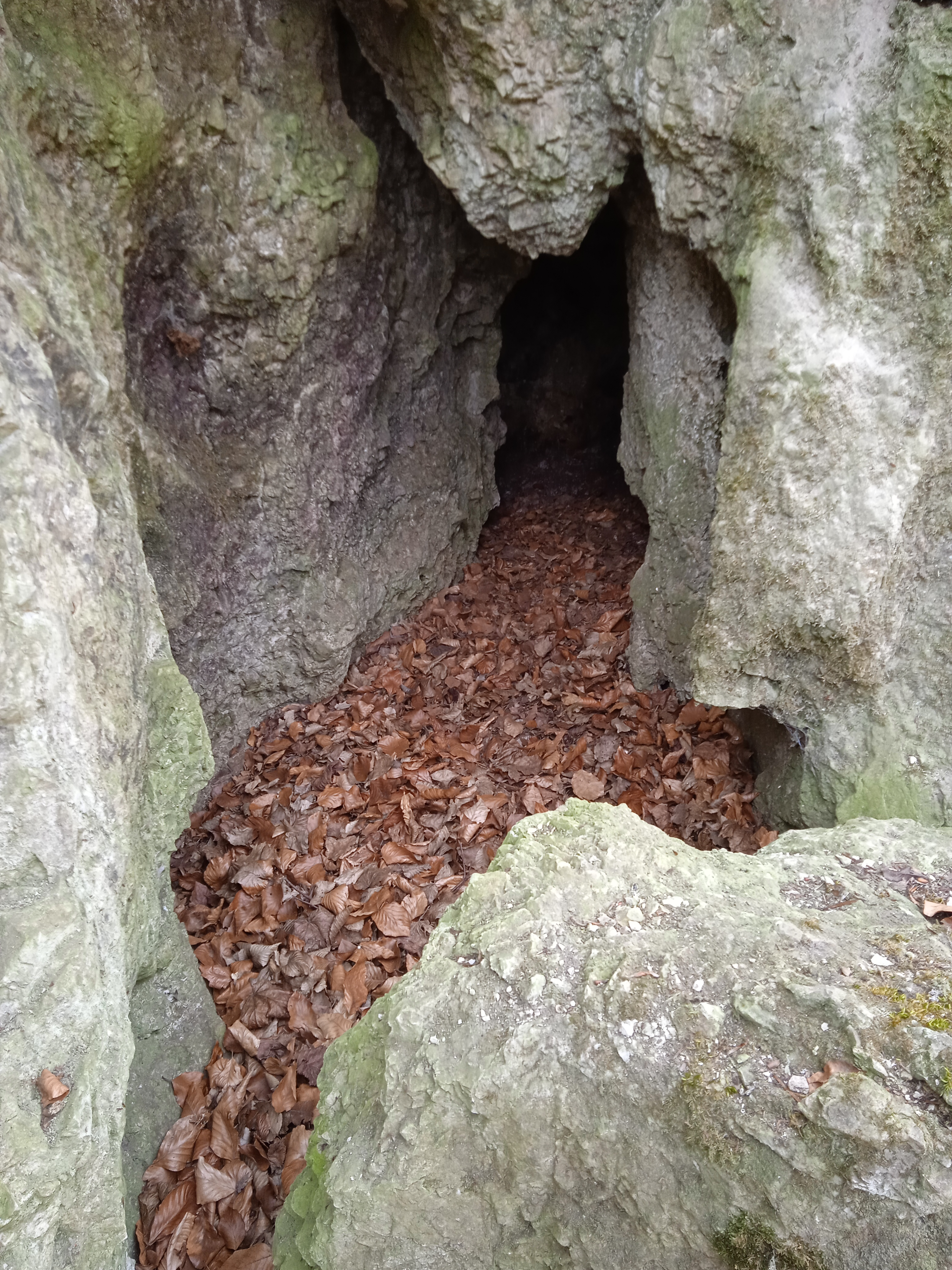
A Lábasbükki-hasadékbarlang belseje

Az 1979. évi MKBT Beszámolóban napvilágot látott, Kordos László által írt összeállításban az olvasható, hogy a Lábasbükki-barlangból 1979-ben az Alba Regia Barlangkutató Csoport gyűjtött Anura indet. (béka) és Spalax sp. (földikutya) csontot, de csonttörmelék és faszén is előkerült belőle (MÁFI Gy. sz.: 1979/14). A leletek fiatal holocén koriak.
Az 1984-ben kiadott, Magyarország barlangjai című könyv országos barlanglistájában szerepel a Vértes hegység barlangjai között a barlang Lábas-bükki-hasadékbarlang néven. A listához kapcsolódóan látható a Dunazug-hegység barlangjainak földrajzi elhelyezkedését bemutató 1:500 000-es méretarányú térképen a barlang földrajzi elhelyezkedése. A Béni Kornél és Viszló Levente által írt, 1996-ban napvilágot látott könyvben szó van arról, hogy a Fáni-völgy térségének hasonló kifejlődésű, kis méretű barlangjai a Lábasbükki hasadékbarlang, a Sárkány-lyuk-völgyi 2. sz. üreg és a Sárkány-lyuk-völgyi-odú.
A barlang 2003. május 17-én, BTI kataszteri felvétel alapján készült nyilvántartólapja szerint a 4522-25 barlangkataszteri számú Lábasbükki-hasadékbarlang a Vértes hegységben lévő Gánton (Fejér megye) található. Az üreg bejáratának koordinátái (Trimble Geoexplorer 3): X: 604573, Y: 235101, Z: 286. Hegyoldalon lévő sziklakibúvásban, erdőben van a barlang 0,8 m széles, 2,5 m magas, természetes jellegű, hasadék alakú és vízszintes tengelyirányú bejárata. A részletesen felmért barlang 2,8 m hosszú, 2,5 m függőleges kiterjedésű, 2,5 m magas, 0 m mély és 2,8 m vízszintes kiterjedésű. Triász dolomitban húzódik az üreg. A barlang kialakulását előkészítette a tektonika. Az üreg kifagyásos kőzetaprózódás miatt jött létre.
A sziklaodú térformájú barlang vízszintes aljzatú, és jellemző szelvénytípusa a hasadék. Borsókövek vannak benne. Avar, alga és moha fordul elő benne. Tematikus feldolgozás: térkép, fénykép, kataszter, leírás. 1975-ben lett először említve a barlang az irodalomban (Kocsis Antal). A gyakorlatilag érintetlen barlang gyakorlatilag érintetlen aljzatú és ásványkiválásai gyakorlatilag érintetlenek. A nehezen járható (meredek) terepen megközelíthető, könnyen, utcai ruhában járható barlang megtekintéséhez nem szükséges engedély. Illetékes természetvédelmi hatóság: Duna–Ipoly Nemzeti Park Igazgatóság. A barlang felszínének védettsége: Vértesi Tájvédelmi Körzet (19/1976. OTvH határozat). A barlang állapota az 1979-ben történt leíráshoz képest nem változott. Mivel meglehetősen félreeső helyen fekszik, ezért minden bizonnyal a jövőben sem lesz benne nagy változás. A barlangot nem veszélyezteti semmi.